# Tonsea
Tonsea ist eine in Nordsulawesi gesprochene Sprache. Sie gehört zu den philippinischen Sprachen der malayo-polynesischen Sprachen innerhalb der austronesischen Sprachen.
Die Sprache ist am nächsten verwandt mit Tondano und Tombulu.